# Kylee Russell
Pour les articles homonymes, voir Russell.
Kylee Russell, née le 8 octobre 1996 à Panorama City (Los Angeles), est une actrice américaine. Elle est notamment connue pour incarner Eliza dans la série de films Zombies de Disney Channel,. 

## Filmographie

### Cinéma
- 2007 : South of Pico de Ernst Gossner : Roxanne Chambers
- 2008 : Sept vies de Gabriele Muccino : une enfant de chœur (non créditée)
- 2009 : Mississippi Damned de Tina Mabry : Carrie jeune
- 2009 : Absolute Evil de Ulli Lommel : Savannah jeune
- 2015 : Where Children Play de Leila Djansi : Ruby
- 2019 : Les aventures de Dally & Spanky de Camille Stochitch : Hazel
- 2022 : Crushed de Niki Koss

### Télévision

#### Séries télévisées
- 2005 : Eve : Shelly à 7 ans
- 2005 : Urgences : Lola
- 2006 : Une famille presque parfaite : Trudy
- 2008 : Jordan : Hannah
- 2012 : Family Time : Brianna
- 2015 : Chasing Life :  Mariah
- 2016 : Le Monde de Riley : Renee
- 2016 : Modern Family : une ado à la fête #3
- 2020 : Girls Room : Minnie (5 épisodes)
- 2020 : Spider-Man : Scorn (voix)
- 2020 : ZOMBIES : Addison's Moonstone Mystery : Eliza (voix, 8 épisodes)
- 2021 : ZOMBIES : Addison's Monster Mystery : Eliza (voix, 6 épisodes)

#### Téléfilms
- 2007 : Jump in ! : Karin Daniels
- 2009 : Kid Edition
- 2016 : Hank Zipzer's Christmas Catastrophe : Hayden Chase
- 2016 : Forever Boys : Jayden
- 2018 : Zombies : Eliza
- 2020 : Zombies 2 : Eliza
- 2020 : Zombies 3 : Eliza
- 2025 : Zombies 4 : l'Aube des Vampires : Eliza